# سفارت پرتغال در لندن
سفارت پرتغال در لندن (به انگلیسی: Embassy of Portugal) یک سفارت در بریتانیا است که در لندن واقع شده‌است.